# 板野町
板野町（日语：／ Itano chō */?）是位於日本德島縣東北部的町。北部為讚岐山脈，南邊則面向吉野川平原，舊吉野川流經城鎮中心旁並往東注入紀伊水道。四國旅客鐵道的高德線則向西通過城鎮中心並往北延伸。當地特產為花旗參、甜瓜、春胡蘿蔔與蓮藕等農產品 ，其中春胡蘿蔔的產量位居日本第一。
四國八十八箇所中的第3號札所金泉寺、第4號札所大日寺與第5號札所地藏寺即坐落於町内。

## 地理
板野町境內約66%的面積為丘陵，中央構造線則以東西向通過中部地區。當地在氣候上屬於太平洋側氣候，全年氣候溫暖且日照時間長。根據統計，1991年至2020年板野町的年均溫為16.8℃，年均降雨量為1619.9毫米。降雨主要集中在夏季，冬季則較少下雪。

## 歷史
當地自古以來便是交通要道之一，日本實施律令制時曾在板野地區設立地方機關板野郡衙。

### 年表
- 1889年10月1日：實施町村制，現在的轄區在當時分屬：板西村、松坂村、榮村。
- 1908年7月29日：板西村改制為板西町。
- 1955年2月11日：板西町、松坂村、榮村合併為板野町。[6]

### 變遷表
| 1889年10月1日 | 1889年 - 1926年      | 1926年 - 1954年      | 1955年 - 1988年      | 1989年 - 現在        | 現在                 |
| ------------- | -------------------- | -------------------- | -------------------- | -------------------- | -------------------- |
| 板西村        | 1908年7月29日 板西町 | 1908年7月29日 板西町 | 1955年2月11日 板野町 | 1955年2月11日 板野町 | 1955年2月11日 板野町 |
| 荣村          |                      |                      | 1955年2月11日 板野町 | 1955年2月11日 板野町 | 1955年2月11日 板野町 |
| 松坂村        |                      |                      | 1955年2月11日 板野町 | 1955年2月11日 板野町 | 1955年2月11日 板野町 |

## 交通

### 鐵路
- 四國旅客鐵道
  - 高德線：（東香川市） - 阿波大宮車站 - 板野車站 - 阿波川端車站 - （鳴門市）

過去還曾有國鐵鍛冶屋原線，並設有板野車站、犬伏車站、羅漢車站，可通往上板町，但已於1972年1月停駛。
|  |  |

### 道路
高速道路
- 高松自動車道：板野交流道
- 德島自動車道：通過轄區，但未於轄區內設置交流道，且未與高松自動車道交會。

## 觀光資源

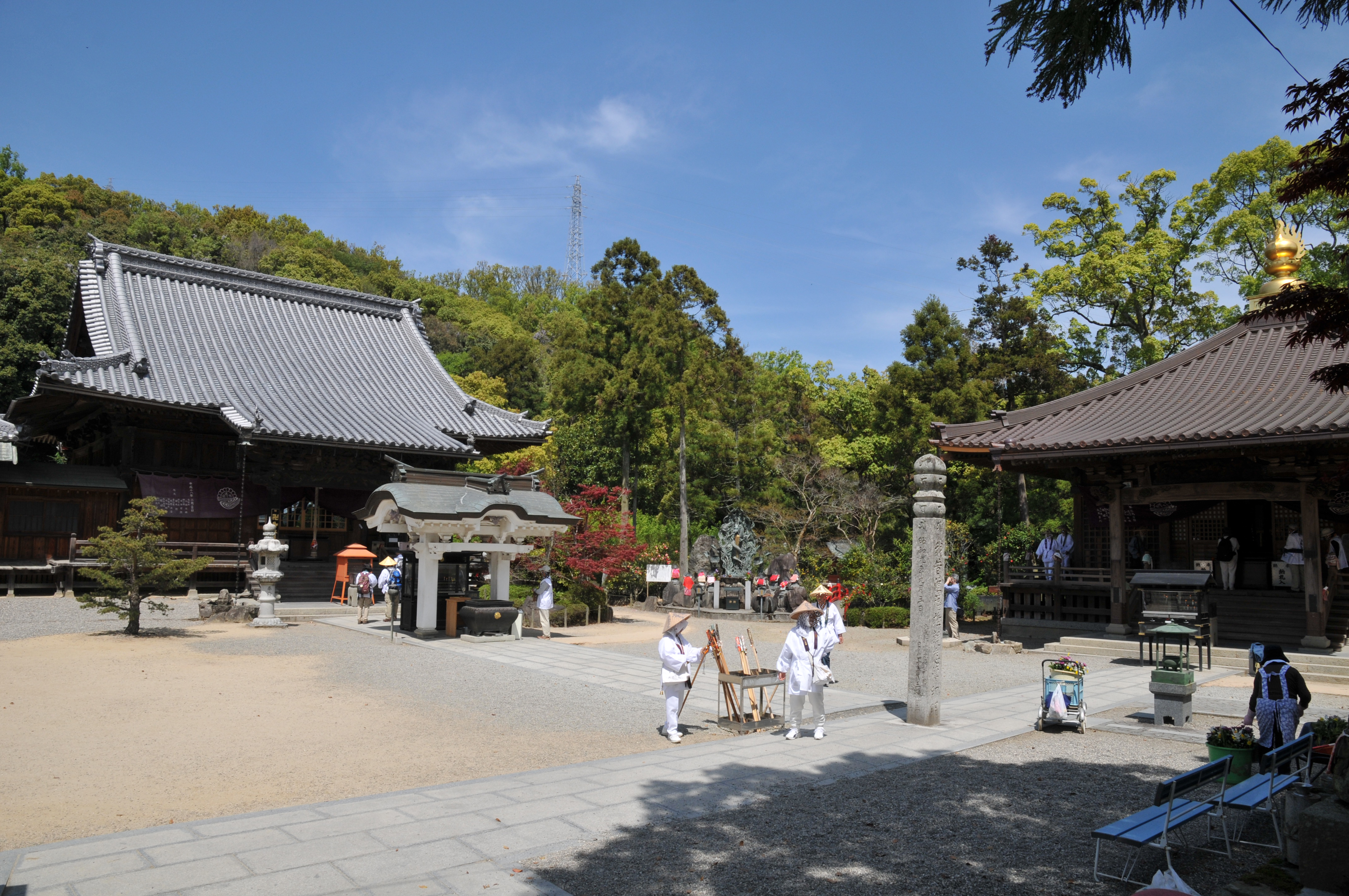
金泉寺

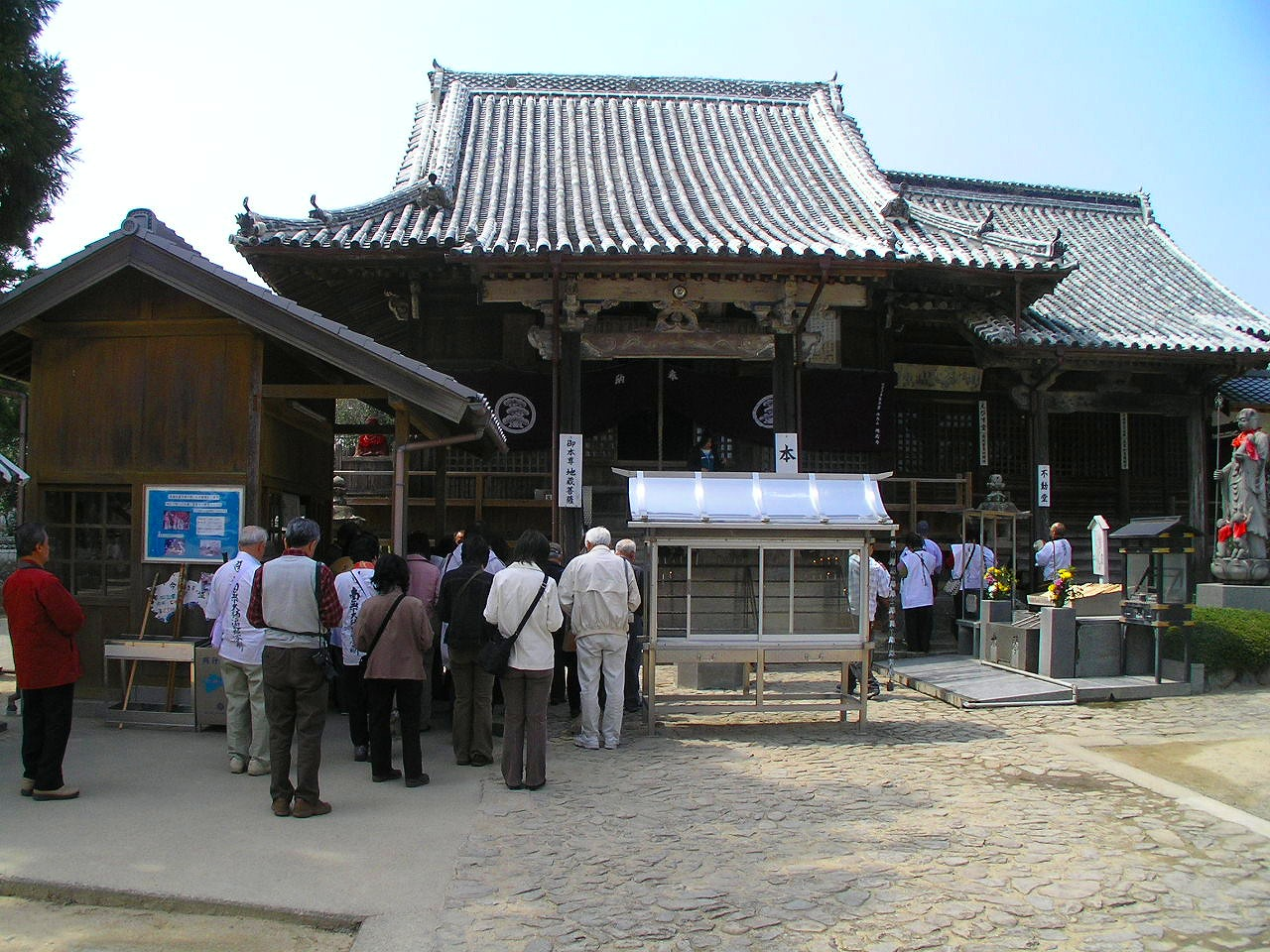
地藏寺

- 愛宕山古墳
- 藏佐谷瓦經塚
- 四國八十八箇所
  - 3號札所 龜光山金泉寺[7]
  - 4號札所 黑嚴山大日寺[8]
  - 5號札所 無盡山地藏寺[9]
- 板西城遺跡

## 教育
大學
- 德島工業短期大學

高等學校
- 德島縣立板野高等學校

特殊學校
- 德島縣立板野支援學校

## 本地出身之名人
- 安潔拉亞季：日籍義大利裔創作型歌手